# Virginie Gensel
Virginie Gensel, née en 1969, est secrétaire générale de la Fédération CGT Mines-Energie de 2010 à 2018. Elle est la première femme à avoir pris la tête de la Fédération mines-énergie de la CGT.

## Biographie
Née en 1969 dans la région lyonnaise, Virginie Gensel est la fille d'un agent EDF syndiqué à la Confédération française démocratique du travail (CFDT) et d'une gardienne d'immeuble. Elle est la mère de deux filles.
Après un passage chez Manpower, où elle a occupé son premier emploi à 21 ans, et une formation en BTS action commerciale, Virginie Gensel est entrée chez EDF en 1995 comme commerciale. Elle adhère alors à la Confédération générale du travail (CGT), comme son grand-père maternel.
En 1997, elle entre à la commission exécutive de la CGT de Lyon, devient membre du groupement national des cadres. En 2000, elle entre au collectif des jeunes. 
Elle est élue, en 2003, secrétaire générale adjointe de la CGT Mines énergie, avant de succéder à son compagnon Frédéric Imbrecht au poste de secrétaire générale de la fédération en 2010. De leur union naît une fille le 24 mars 2010.
Membre du Bureau confédéral de la CGT depuis 2015, responsable de La Vie Ouvrière, elle démissionne en février 2021 du bureau confédéral.
À l'issue du 6e congrès de la Fédération des mines et de l'énergie d'avril 2018, Virginie Gensel est remplacée au poste de secrétaire général par Sébastien Menesplier.